# King John’s Bridge

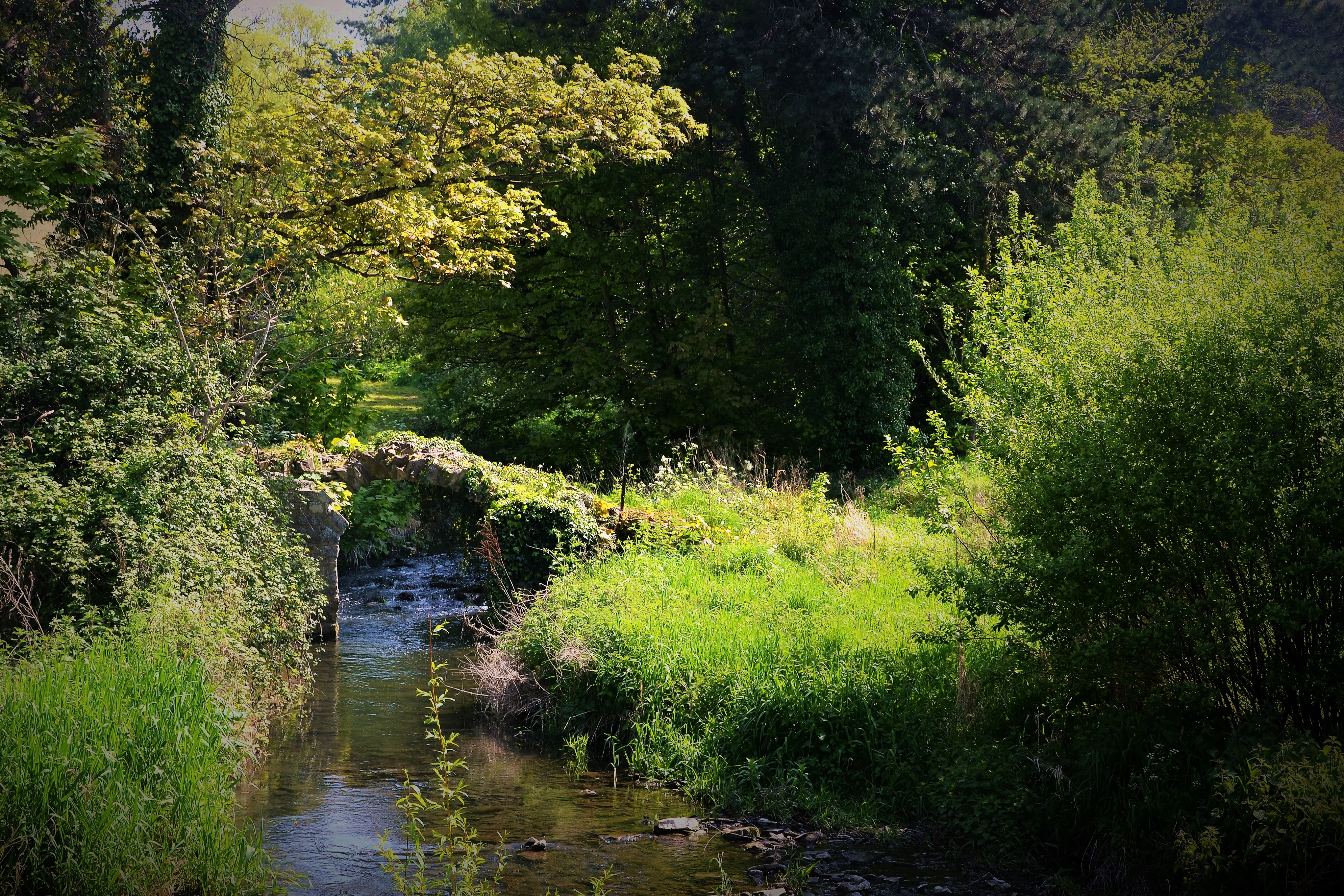
Reste der King John’s Bridge

Die Reste der King John’s Bridge (irisch Droichead Eoin) überspannen den Fluss Griffeen parallel zur heutigen Esker bridge in Lucan im County Dublin in Irland.
Die älteste Brücke Irlands ist die wichtigste archäologische Struktur innerhalb des Griffeen Valley Parks. Die einst dreifache Bogenbrücke wurde von König Johann zwischen 1199 und 1216 errichtet. Der König ist bekannt für den Bau vieler Brücken und wird oft als der „brückengesinnte Monarch“ beschrieben. Die Brücke ging nach etwa 600 Jahren, spätestens 1816 außer Nutzung und obwohl sie in einem ruinösen Zustand ist, überspannt ein Bogen immer noch den schmalen Fluss.
Das Mauerwerk und die Konstruktion werden als von hoher Qualität beschrieben und wurden vermutlich durch die Fähigkeiten eines Meisterhandwerkers beeinflusst. Es gab stromaufwärts von König Johns Brücke zwei Wassermühlen.